# Френсіс Єйтс
Дама Френсіс Амелія Єйтс (англ. Frances Amelia Yates, 29 листопада 1899, Соутсі, Гемпшир — 29 вересня 1981, Сарбітон, Суррей) — англійський історик культури Ренесансу.

## Біографія
Народилась в англіканській сім'ї; батько — інженер-кораблебудівник, який почав працювати на верфі ще з підліткового віку й керував будівництвом британських військових кораблів перед Першою світовою війною. Хоч одна з її старших сестер навчалась в Гіртон-коледжі в Кембриджі, Френсіс, як і більшість незалежних освічених жінок, отримала домашню освіту, все ж деякий час відвідуючи біртхендську середню школу. Молодша із чотирьох дітей, вона виросла в сім'ї середнього класу, чиї вікторіанської погляди вплинули на її пізнішу освіченість.
Ф.Єйтс займалась міждисциплінарною історіографією, і протягом більше сорока років (з 1937 року) — була пов'язана з Інститутом Варбурга Лондонського університету.

## Наукова діяльність
Основна тема досліджень Єйтс — способи підтримки і передачі традицій в культурі, механізми їх синтезу і перетворення в перехідну епоху  Відродження. Звідси її інтерес до проблематики «мистецтва пам'яті» та таємних вчень — езотеричних, окультних, герметичних, до таких осіб, як Раймунд Луллій, Джордано Бруно, Джон Ді, Роберт Фладд, не кажучи вже про Шекспіра, який завжди залишався в центрі її уваги.
В книзі «Джордано Бруно і герметична традиція» дослідниця підкреслила герметизм Ренесансної культури, і говорила про інтерес до містики, магії та гностицизму пізньої античності, які були притаманні середньовіччю. В умовах багаторічних звичайних інтерпретацій, Ф. Єйтс припустила, що мандрівний католицький священик Джордано Бруно був страчений в 1600 році через дотримання ним герметичної традиції, а не через його геліоцентричні погляди.
Її роботи звернули увагу на роль, яку відіграла магія на початковому етапі розвитку сучасної науки і філософії в епоху Відродження, перш ніж такі вчені, як Кейт Томас перенесли цю тему в сферу суто історіографічного дослідження.
Перші дослідження цієї проблематики Мішелем Фуко та Френсіс Єйтс, навіть якщо не повністю переконливі в
певних аспектах висвітлення теми, показали неможливість для істориків ігнорувати роль різних форм магічного
мислення і практики в розумінні людиною епохи Відродження природи речей та сутності світу.

## Єйтс як засновниця парадигми
Деякі з її висновки були пізніше спростовані іншими вченими. Однак Ф.Єйтс залишається одним з провідних дослідників герметизму в Європі епохи Відродження; а її книга «Мистецтво пам'яті» (1966) була названа однією з найбільш визначних, не науково-популярних праць 20-го століття. На сьогоднішній день вважається, що Ф. Єйтс заснувала нову наукову парадигму вивчення феномену магізму в культурі і надала нового імпульсу в дослідженні герметизму епохи Відродження. Воутер Ханеграф першим після Єйтс висунув думку, що герметизм, інтегрований з розенкрейцерством, як когерентні аспекти європейської культури. Він висловив цікавий парадокс, автономна езотерика допомогла породити наукове мислення, яке є зневажливим для неї самої. Але, нині вважається що, не було унітарної езотеричної традиції і ця точка зору єдина надійна при виборі доказів.

## Нагороди
Праці Френсіс Єйтс задали цілий напрям історико-культурних досліджень і перекладені багатьма європейськими мовами. Її нагороджено  Орденом Британської Імперії (1972); з 1977 командор цього Ордену.

## Основні праці
- John Florio: The Life of an Italian in Shakespeare's England (1934)
- A Study of Love's Labour's Lost (1936)
- The French Academies of the Sixteenth Century (1947)
- The Valois Tapestries (1959)
- Giordano Bruno and the Hermetic Tradition (1964, рос. пер. — 2000)
- The Art of Memory (1966, рос. пер. — 1997)
- Theatre of the World (1969)
- The Rosicrucian Enlightenment (1972, рос. пер. — 1999)
- Astraea: The Imperial Theme in the Sixteenth Century (1975)
- Shakespeare's Last Plays: A New Approach (1975)
- The Occult Philosophy in the Elizabethan Age (1979)
- Collected Essays. Vol. I. Lull and Bruno (1982)
- Collected Essays. Vol. II. Renaissance and Reform: The Italian Contribution (1983)
- Collected Essays. Vol. III. Ideas and Ideals in the North European Renaissance (1984)

## Публікації російською мовою
- Франсис Йейтс. Искусство памяти. — СПб.: Университетская книга, 1997
- Франсис Йейтс. Розенкрейцеровское просвещение. — М.: Алетейа, Энигма, 1999
- Последние пьесы Шекспира: Новый подход // Новое литературное обозрение, 1999, № 35, с.5-33.
- Франсис Йейтс. Джордано Бруно и герметическая традиция. — М.: Новое литературное обозрение, 2000